# Henry A. Stearns

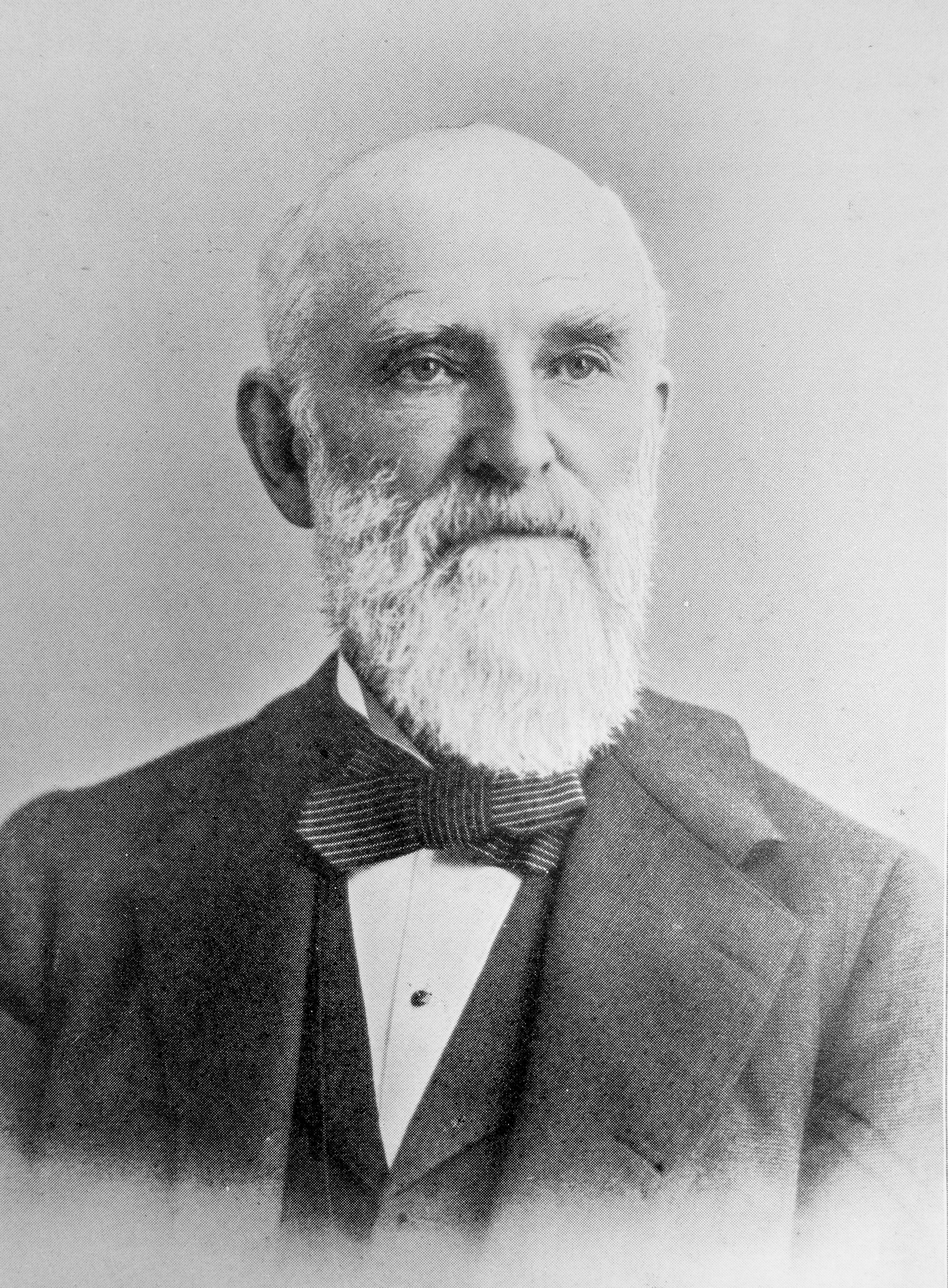
Henry A. Stearns, Vizegouverneur des Bundesstaates Rhode Island

Henry Augustus Stearns (* 23. Oktober 1825 in Billerica, Massachusetts; † 11. Oktober 1910) war ein US-amerikanischer Politiker. Zwischen 1891 und 1892 war er Vizegouverneur des Bundesstaates Rhode Island.

## Werdegang
Henry Stearns besuchte die Andover Academy. Danach begann er ein abwechslungsreiches Leben, das ihn in den folgenden Jahren in verschiedene Bundesstaaten verschlug, wo er in unterschiedlichen Berufen arbeitete. Unter anderem war er in Cincinnati (Ohio), wo er in der Baumwollverarbeitung tätig war. Zusammen mit seinem Bruder war er an der Firma Stearns & Foster Co. beteiligt. Im Jahr 1850 verkaufte er seinen Anteil an seinen Bruder und ging nach Kalifornien. Dort eröffnete er eine erfolgreiche Dampfwäscherei. In Kalifornien war er noch an mehreren anderen Unternehmen beteiligt. Er war Miteigentümer einer Dampffähre, die San Francisco und Oakland verband. Außerdem betrieb er in San José eine Sägemühle. In Gilroy führte er einen Laden und er war im Viehgeschäft tätig. 1853 kehrte er nach Cincinnati zurück, wo er bis 1857 wieder in der Baumwollverarbeitung beschäftigt war. Anschließend ging er aus gesundheitlichen Gründen nach Buffalo im Staat New York, wo er Eisenwaren herstellte. Durch die damalige Wirtschaftskrise verlor er aber fast sein gesamtes Eigentum.  Er zog in das Sangamon County in Illinois. Dort betrieb er eine Sägemühle und eine Farm. Seit 1861 lebte er in Pawtucket und später in Lincoln (Rhode Island), wo er erneut in der Baumwollverarbeitung tätig wurde.
Politisch war Stearns Mitglied der Republikanischen Partei. Zwischen 1878 und 1881 saß er als Abgeordneter im Repräsentantenhaus von Rhode Island; von 1881 bis 1884 sowie zwischen 1887 und 1888 gehörte er dem Staatssenat an. 1890 wurde er an der Seite von Herbert W. Ladd zum Vizegouverneur von Rhode Island gewählt. Dieses Amt bekleidete er zwischen 1891 und 1892. Dabei war er Stellvertreter des Gouverneurs und Vorsitzender des Staatssenats. Nach seiner Zeit als Vizegouverneur ist er politisch nicht mehr in Erscheinung getreten. Er starb am 11. Oktober 1910 und wurde in Providence beigesetzt.